# Acropoma argentistigma
Acropoma argentistigma è un pesce osseo di acqua salata appartenente alla famiglia Acropomatidae. Contraddistinto da macchie argentate nella regione ventrale e lungo una decina di cm, questo pesce vive principalmente nelle acque dell'Oceano Indiano nell'area del Sud-Est Asiatico, dove viene spesso pescato per essere poi consumato.